# Fondo dalmata Cippico-Bacotich
Il fondo dalmata Cippico-Bacotich è una delle collezioni di manoscritti e fondi speciali conservate nella Biblioteca del Senato della Repubblica Italiana. Creato da Antonio Cippico e Arnolfo Bacotich nei primi decenni del XX secolo, venne acquisito dal Senato nel 1951. È la più importante raccolta specializzata sulla Dalmazia rimasta all'interno dei confini nazionali italiani, dopo la perdita delle terre dalmate annesse all'Italia col trattato di Rapallo (1920) e passate alla Jugoslavia a seguito della sconfitta italiana nella seconda guerra mondiale e al conseguente trattato di Parigi fra l'Italia e le potenze alleate del 10 febbraio 1947.

## Inquadramento storico
Ferventi patrioti e irredentisti italiani di Dalmazia, lo zaratino Antonio Cippico - della nobile famiglia dei Cippico di Traù - e lo spalatino Arnolfo Bacotich erano fra di loro parenti: il secondo aveva infatti sposato Maddalena Cippico, sorella di Antonio.
Dotati di grande cultura e della volontà di affermare i presunti "diritti storici" dell'Italia sulla Dalmazia, s'impegnarono entrambi per decenni nello studio della storia della loro terra natale, abbinando ad esso la pubblicazione di svariati saggi storico-artistici, oltre ad articoli e volumi d'attualità, finalizzati all'individuazione dei legami fra le due sponde dell'Adriatico e alla propaganda irredentistica pro-italiana nel mondo. Per questi fini essi fondarono nel 1926 il periodico Archivio storico per la Dalmazia, che nei quattordici anni della sua vita pubblicò nelle sue pagine gli scritti di alcuni esperti del tema della loro epoca e delle precedenti, oltre alla ristampa di testi di diversi illustri dalmati: dallo stesso Bacotich a Matteo Bartoli, da Giuseppe Praga a Theodor Mommsen, da Federico Seismit Doda a Nicolò Tommaseo.
Venuto a mancare Cippico nel 1935, l'Archivio Storico per la Dalmazia continuò le sue pubblicazioni grazie all'attività di Bacotich, in ciò coadiuvato dalla moglie. Alla morte anche di Bacotich (1940), esse cessarono definitivamente.
Il fondo che prende il nome da Cippico e Bacotich è quindi la collazione delle diverse centinaia di opere a stampa e di manoscritti che i due studiosi misero insieme nel corso della loro vita, integrato da una serie di acquisizioni successive.

## L'acquisto del fondo da parte del Senato italiano
L'opportunità di acquisire il fondo Cippico-Bacotich venne segnalata nel 1948 dal senatore spalatino Antonio Tacconi all'allora direttore della Biblioteca del Senato Carmine Starace. Seguirono delle trattative con la vedova Bacotich, che dopo tre anni si conclusero con la formalizzazione dell'acquisto da parte del Senato. Il fondo è stato in seguito incrementato costituendo un corpo formalmente unitario tra le opere raccolte dai due studiosi dalmati e le nuove acquisizioni, pur senza cancellarne l'identità originaria.

## Consistenza e contenuto
La maggioranza dei documenti e delle pubblicazioni del fondo venne acquisita da Bacotich. Al momento del versamento nella biblioteca del Senato, esso comprendeva all'incirca 3000 fra libri, opuscoli, stampe, collezioni di giornali, manoscritti e cimeli, tutti strettamente connessi alla storia della Dalmazia. A seguito degli incrementi successivi, il Fondo dalmata ha oggi una consistenza pari a 1.556 monografie e 1.704 opuscoli a stampa. Oltre ai testi a stampa, il fondo contiene una notevole mole di manoscritti, oggi riuniti in ventitré fascicoli, che vanno dal XVII al XX secolo. La serie comprende numerosi esemplari di passaporti usati in Dalmazia, decreti di nomina di autorità locali, bandi e manifesti di ogni genere a stampa. Non mancano autografi di illustri personaggi della Dalmazia, tra i quali una lettera del Tommaseo all'editore Stella di Milano del febbraio 1825. Uno dei documenti più interessanti e citati è un articolato "Rapporto segreto" elaborato nel 1917 dall'Ufficio Informazioni del Comando della difesa costiera dello Stato maggiore austriaco - a firma del maresciallo Barone von Wucherer - sull'irredentismo italiano in Dalmazia.
La maggior parte delle opere fondamentali apparse fino alla fine degli anni '30 - in gran prevalenza in italiano, croato e tedesco - relative a quella regione fanno parte del fondo, così come vi sono compresi alcuni statuti comunali, cimeli bibliografici di gran pregio - fra i quali alcuni incunaboli - ed altre opere importanti di stretto carattere dalmato, o che alla storia della Dalmazia si ricollegano in via indiretta: biografie di personaggi nati in quella terra e resisi celebri altrove, nonché di altri non dalmati, ma che nella Dalmazia hanno esercitato un ruolo importante. Vi è poi un ricco assortimento di miscellanee ed una pregevole raccolta di carte geografiche e di materiale iconografico vario, dalle incisioni alle stampe, alle fotografie, ai disegni. 
Il periodo maggiormente coperto è quello che va dalla caduta della Repubblica di Venezia (1797) alla fine del XIX secolo. Fra i titoli presenti, sono da notare Le sciagure della Dalmazia nell'anno 1797 (Venezia, 1799) di Nicolò Ivellio, Riflessioni sopra lo stato presente della Dalmazia (Livorno, 1775) di Pietro Nutrizio Crisogono, il celebre Viaggio in Dalmazia dell'abate Alberto Fortis (Venezia, 1774), le Riflessioni economico-politiche sopra la Dalmazia di Giovanni Luca Garagnin (Zara, 1806), il rarissimo Dèfense d'Ancóne (Parigi, 1802) del diplomatico francese Michel Ange Bernard Mangourit, relativo ad uno scontro fra austro-russi e francesi per il predominio dell'Adriatico ai tempi della seconda coalizione. Tutti i più importanti testi che si pubblicarono nella prima metà del XIX secolo sulla questione dello sviluppo economico della Dalmazia sono presenti nel fondo. Fra i periodici, si ritrovano serie complete o quasi complete de La Domenica e La Voce Dalmatica (entrambi di Zara: sul secondo pubblicò diversi articoli Nicolò Tommaseo), oltre a svariati numeri di altri quotidiani, settimanali o mensili stampati nella regione.